# Norwood (Massachusetts)
Norwood é uma vila localizada no condado de Norfolk no estado estadounidense de Massachusetts. No Censo de 2010 tinha uma população de 28.602 habitantes e uma densidade populacional de 1.048,75 pessoas por km².

## Geografia
Norwood encontra-se localizado nas coordenadas 42° 11′ 15″ N, 71° 11′ 45″ O. Segundo o Departamento do Censo dos Estados Unidos, Norwood tem uma superfície total de 27.27 km², da qual 26.85 km² correspondem a terra firme e (1.54%) 0.42 km² é água.

## Demografia
Segundo o censo de 2010, tinha 28.602 pessoas residindo em Norwood. A densidade populacional era de 1.048,75 hab./km². Dos 28.602 habitantes, Norwood estava composto pelo 85.12% brancos, o 5.18% eram afroamericanos, o 0.18% eram amerindios, o 5.94% eram asiáticos, o 0.03% eram insulares do Pacífico, o 1.7% eram de outras raças e o 1.85% pertenciam a duas ou mais raças. Do total da população o 4.29% eram hispanos ou latinos de qualquer raça.